# 無盡之夏 永恆音律
《無盡之夏 永恆音律》（終わりなき夏 永遠なる音律）是âge公司於2009年7月24日發售的成人懷舊AVG，âge公司的姐妹品牌φâge的第2部作品。內容以恬靜鄉村裡的小學校中音樂部為舞台，故事充滿了音樂、冒險和浪漫。
簡稱。在方面，網路電台節目於2009年5月發佈。此廣播劇人物是（小鳥遊澪）和。
遊戲主題歌收錄於CD中，並於2009年8月26日由Lantis發售。

## 人物介紹
冬馬 巧（聲：無）
本作的男主角。與2位青梅竹馬共同在同間學校的音樂部中。夢想是成為小提琴家。
小鳥遊澪（聲：藤森ゆき奈）
巧的青梅竹馬。與巧同居，比他年紀小。純潔無辜的個性，對於家事特別拿手。在音樂部中，跟巧同樣為小提琴手。
雨宮歌音（聲：水瀨沙季）
跟澪一樣、也是跟巧同居的青梅竹馬。年紀比巧大一些、表面上看起來非常堅強、實際上很冒失。在音樂部中裡擔任中提琴手。
折原 藍（聲：宮澤ゆあな）
轉到巧他們學校的少女。擅長體育跟研究。
越野可憐（聲：真宮ゆず）
巧學校中的一位女學生。曾在「越野商店」的雜貨店工作。
莉澤蘿蒂·雪瑞柏（聲：倉田まりや）
來自奧地利的留學生，金髮碧眼的少女。她家是著名的樂器製造商。在音樂部中擔任大提琴手。
大上律子（聲：柚原みう）
巧他們所屬的音樂部部長。氣勢強勁、豪爽的性格。
越野隆（聲：本多啓武）
巧的朋友，可憐的哥哥。

## 主題歌
- 片頭曲《eternal promise》
  - 作詞：
  - 作曲、編曲：藤末樹
  - 唄：Dreamy Crown
- 片尾曲
  - 作詞：
  - 作曲：藤末樹、　
  - 編曲：藤末樹
  - 唄：Dreamy Crown

## 外部連結
- φâge OFFICIAL WEBSITE（日語）